# سانتياغو لوبيز
سانتياغو لوبيز (بالإسبانية: Santiago López)‏ (8 مايو 1982 بمونتفيدو في الأوروغواي - ) هو لاعب كرة قدم أوروغواني في مركز الهجوم.

## وصلات خارجية
- سانتياغو لوبيز على موقع قاعدة بيانات كرة القدم.إي يو (الإنجليزية)
- سانتياغو لوبيز على موقع Soccerway.com (الإنجليزية)